# Shingo Hyodo
Shingo Hyodo (født 29. juli 1985) er en japansk fodboldspiller.
Han har spillet for flere forskellige klubber i sin karriere, herunder Yokohama F. Marinos og Hokkaido Consadole Sapporo.